# Île Zeta
L'île Zeta est une île des Bermudes. Elle est située dans la Grande Baie, au sud de l'île Ports. Elle fait partie d'une série d'îles nommées d'après les lettres de l'alphabet grec (voir zêta). Administrativement, elle relève de la paroisse de Warwick.